# Васиљ Поповић
Васиљ Поповић (Столац, 25. јануар 1887 — Котор, 1941) био је српски историчар.

## Биографија
Гимназију је завршио у Мостару а студирао у Грацу и Бечу где је дипломирао 1911 . Од 1923. године предаје општу историју новог века на Филозофском факултету у Београду. Редовни професор постао је 1933. године. Као универзитетски професор радио је све до Априлског рата 1941. године. Проучавао је првенствено српску историју, а од општеисторијских тема „Источно питање“. Међу првим је нашим историчарима који је дао синтетички преглед југословенских народа („Историја Југословена“ 1920). Поповићева књига „Историја новога века“ (1941) је први наш приручник за студије историје новога века посвећен појединим „проблемима“ и са детаљном библиографијом.
Био је 1921—1922. посланик Народне скупштине Краљевине СХС. У временима несигурности након слома Краљевине Југославије, притиснут личним емотивним проблемима, под неразјашњеним околностима, извршио је самоубиство у которском затвору 25. августа 1941. у својој 54. години.

## Дела
- Историја Југословена. Синтетичан  преглед средњовековног развоја земље и народа, Сарајево, 1920.
- Задруга. Историјска расправа. Сарајево, 1921.
- Задруга. Теорије и литература. У „Гласнику Зем. Музеја за Босну и Херцеговину“. 1922.
- Подела земље на области. „Срп. Књ. Гласник“. 1922.
- Акција кнеза Данила у Паризу 1857. „Глас“ Срп. Краљ. Акад. СХ. 1924.
- Тежња савремене историографије „Просветни Гласник“ бр. 2 и 3, 1924.
- „Просвета“, културно-просветно друштво Срба у Б. и X. „Братство“ XVIII, 1924.
- Политика Француске и Аустрије на Балкану у време Наполеона III. Посебна издања С. К. А. књ. 57, 1925.
- Владичино спремање освете над Смаил-агом. Његошев број Срп. Књ. Гл. 1 дец. 1925.
- Један поглед на финансијске и валутне неприлике Турске у време хатишерифа од Гилхане. „Гласник Скопског Научног Друштва“ П, 1926.
- Нешто из традиције о Матаругама и Даковићима на Грахову. „Архив за арбански језик и старину, III, 1925.
- Вукова грађа за српску историју (Мотиви за забрану штампања). „Прилози“ VI, 1926.
- Програм херцеговачких усташа 1876. Календар „Просвета“ за 1927.
- Метерних о Његошу у 1837.' '„Братство“ , 1927.
- Национално начело у савременој историји. „Годишњица Н. Чупића“, 36, 1937.
- Метернихови погледи о променама у Србији у 1842 и 1843. „Прилози“ књ. 7, 1927.
- Берлински конгрес. „Братство“ , 1927.
- Средина и прилике из којих се развила херцеговачка буна 1875. „Споменица“ о херцеговачком устанку 1875. Београд, 1928.
- Источно питање. Историјски преглед борбе око опстанка Османлиске царевине у Леванту и на Балкану. Београд, 1928.
- Ослобођење и Уједињење Срба, Хрвата и Словенаца. Јубиларни Зборник живота и рада СХС 1. XII. 1918—1928. Издање Матице живих и Мртвих. Београд. I део, pp. 46—71.
- Нове контроверзе о Метерниху и о пропасти Аустрије. „Прилози Летопису Матице српске“ од 1. јуна 1928.
- Карађорђеве ствари и новац у избеглиштву у Срему. „Гласник Историјског Друштва у Н. Саду. 1. I. 1928.
- Трговина и промет Босне у Наполеоново доба. „Споменик“ С. К. А. 69, 1929.
- Борба босанске муслиманске чаршије против нереда и корупције 1818. године. „Зборник у част Богдана Поповића“, 1929.
- Покрет од 1875 до 1878 у књизи „Напор Босне и Херцеговине за ослобођење и Уједињење. 1929.
- Трговина Будимлића у првој половини XIX столећа. Сарајевски број „Народне Старине“, Загреб, 1927 (изашао 1929).
- Андрашијева борба против идеје о аутономији Босне и Херцеговине. „Зборник у част Ферде Шишића, 1930.
- Метернихова политика на Блиском истоку. Посебна издања С. К. А. књ. LXXXIV. Београд, 1931.
- Привилегија Марије Терезије темишварској рацко-грчкој компанији 1773. Гласник Истор. Друштва у Н. Саду, св. 8, 1931.
- Један спор о трговачко наследство сарајевских Милетића с краја 18 века. Годишњица Н. Чупића XLII, 1933.
- Пољска и источно питање у 17 веку. Летопис М. С. 1933.
- Источно питање у Политовој политичкој идеологији. Летопис М. С. 1933.
- Политов став против окупације и анексије Б. и Херц. Летопис М. С. 1933.
- Никола II и источно питање. Руско-југословенски алманах, 1934.
- Сукоби митрополита Михаила и влада. Летопис М. С. 1935.
- Маргиналија к проблематици Ризорђимента и југословенства. Југ. ист. час. I, 1935.
- Национална Босна и Васиљ Грђиђ. Споменица Васиља Грћића, 1935.
- Аграрни елемент у нашој ослободилачкој борби. Летопис, 1937.
- Европа и херцеговачки устанак. Гласник проф. др., 1937.
- Истоветност српског и турског поданства пре 1878. Архив за правне и др. науке, 1937.
- Гарашанин и Вук 1852. Белићев Зборник, 1937.
- Прилози историји наше трговине у XVIII в. Југ. ист. час. 1938.
- Ђачки путопис митрополита Михаила. Споменица Павла Поповића. Прилози, 1938.
- Расвитак и дух француске историје. Библ. Кол. Нар. Унив. 1939.
- Босанске избеглице у Војводини 50-их година 19 века. Гласник ист. др. у Н. Саду, 1939.
- Лутер и његово дело. Летопис М. С. 1939.
- Империјалистичке борбе у Средоземном Мору. Летопис М. С. 1940.
- Европа и српско питање. Београд 1940.
- Историја новога века. Београд 1941.
- Аграрно питање у Босни и турски нереди за време реформног режима, Посебна издања СА, 1949, CL.